# Fritz Otto Östman
Fritz Otto Östman, född 27 oktober 1863 i Svea Livgarde, Stockholm, död 1 december 1949 i Engelbrekts församling, Stockholm, var en svensk valthornist. Östman antogs 1875 som elev vid Svea Livgarde där han fick fast tjänst 1879 och fanjunkares grad 1901. Från 1884 tjänstgjorde han vid hovkapellet, där han kvarstod till 1923. Fritz Otto Östman var son till Carl Otto Östman och bror till Carl Orion Östman. Han är begravd på Skogskyrkogården i Stockholm.